# Bernardina Sofia della Frisia orientale-Rietberg
Bernardina Sofia della Frisia orientale-Rietberg (Rietberg, 1654 – Mülheim an der Ruhr, 14 agosto 1726) fu contessa della Frisia orientale e di Rietberg per nascita, e divenne badessa a Essen.

## Biografia
Bernardina Sofia nacque a Rietberg nel 1654, figlia quintogenita e più giovane del conte Giovanni IV della Frisia orientale-Rietberg (1618–1660) e di sua moglie, Anna Caterina Ernestina di Salm-Reifferscheid. Poco si sa della sua giovinezza, ma quel che è certo è che quando aveva appena sei anni suo padre morì e fu sua madre a volere che abbracciasse la vita monastica. Assieme alla sorella, infatti, venne ammessa nell'abbazia di Essen, mentre suo fratello Francesco Adolfo venne ammesso quale canonico nelle cattedrali di Colonia, Paderborn e Strasburgo.
Nel 1688 fu eletta prevosta nell'abbazia di Vreden, carica che mantenne sino al 5 aprile 1691 quando venne prescelta quale nuova badessa dell'abbazia di Essen, dove pure sua zia Anna Salome di Salm-Reifferscheidt era stata principessa badessa. Negli ultimi anni della sua vita soggiornò spesso al castello di Styrum nella vicina Mülheim an der Ruhr, trascorrendo intere giornate in silenzio e meditazione. Vi morì il 14 agosto 1726 e venne sepolta nella cripta della cappella del castello.

## Ascendenza
|                                              |                                         |                                               | Genitori                                  |  |  | Nonni |  |  | Bisnonni                          |  |  | Trisnonni                      |  |
|                                              |                                         |                                               |                                           |  |  |       |  |  | Edzardo II della Frisia orientale |  |  | Enno II della Frisia orientale |  |
|                                              |                                         |                                               |                                           |  |  |       |  |  | Edzardo II della Frisia orientale |  |  | Enno II della Frisia orientale |  |
|                                              |                                         | Anna di Oldenburg                             |                                           |  |  |       |  |  | Edzardo II della Frisia orientale |  |  |                                |  |
| Giovanni III della Frisia orientale-Rietberg |                                         |                                               |                                           |  |  |       |  |  | Edzardo II della Frisia orientale |  |  |                                |  |
|                                              |                                         | Caterina Vasa                                 | Gustavo I di Svezia                       |  |  |       |  |  |                                   |  |  |                                |  |
|                                              |                                         | Caterina Vasa                                 | Gustavo I di Svezia                       |  |  |       |  |  |                                   |  |  |                                |  |
|                                              |                                         | Caterina Vasa                                 | Margherita Leijonhufvud                   |  |  |       |  |  |                                   |  |  |                                |  |
| Giovanni IV della Frisia orientale-Rietberg  |                                         | Caterina Vasa                                 |                                           |  |  |       |  |  |                                   |  |  |                                |  |
|                                              |                                         | Enno III della Frisia orientale               | Edzardo II della Frisia orientale         |  |  |       |  |  |                                   |  |  |                                |  |
|                                              |                                         | Enno III della Frisia orientale               | Edzardo II della Frisia orientale         |  |  |       |  |  |                                   |  |  |                                |  |
|                                              |                                         | Enno III della Frisia orientale               | Caterina Vasa                             |  |  |       |  |  |                                   |  |  |                                |  |
| Sabina Caterina della Frisia orientale       |                                         | Enno III della Frisia orientale               |                                           |  |  |       |  |  |                                   |  |  |                                |  |
|                                              |                                         | Walburga di Rietberg                          | Giovanni II di Rietberg                   |  |  |       |  |  |                                   |  |  |                                |  |
|                                              |                                         | Walburga di Rietberg                          | Giovanni II di Rietberg                   |  |  |       |  |  |                                   |  |  |                                |  |
|                                              |                                         | Walburga di Rietberg                          | Agnese di Bentheim-Steinfurt              |  |  |       |  |  |                                   |  |  |                                |  |
| Bernardina Sofia della Frisia orientale      |                                         | Walburga di Rietberg                          |                                           |  |  |       |  |  |                                   |  |  |                                |  |
|                                              | Ernesto Federico di Salm-Reifferscheidt | Giovanni II di Rietberg                       |                                           |  |  |       |  |  |                                   |  |  |                                |  |
|                                              | Ernesto Federico di Salm-Reifferscheidt | Giovanni II di Rietberg                       |                                           |  |  |       |  |  |                                   |  |  |                                |  |
|                                              | Ernesto Federico di Salm-Reifferscheidt | Agnese di Bentheim-Steinfurt                  |                                           |  |  |       |  |  |                                   |  |  |                                |  |
| Enrico Adolfo di Salm-Reifferscheidt         | Ernesto Federico di Salm-Reifferscheidt |                                               |                                           |  |  |       |  |  |                                   |  |  |                                |  |
|                                              |                                         | Maria Orsola di Leiningen-Dagsburg-Falkenburg | Emico XI di Leiningen-Dagsburg-Falkenburg |  |  |       |  |  |                                   |  |  |                                |  |
|                                              |                                         | Maria Orsola di Leiningen-Dagsburg-Falkenburg | Emico XI di Leiningen-Dagsburg-Falkenburg |  |  |       |  |  |                                   |  |  |                                |  |
|                                              |                                         | Maria Orsola di Leiningen-Dagsburg-Falkenburg | Orsola di Fleckenstein-Dagstuhl           |  |  |       |  |  |                                   |  |  |                                |  |
| Anna Caterina Ernestina di Salm-Reiferscheid |                                         | Maria Orsola di Leiningen-Dagsburg-Falkenburg |                                           |  |  |       |  |  |                                   |  |  |                                |  |
|                                              |                                         | Maurizio d'Assia-Kassel                       | Guglielmo IV d'Assia-Kassel               |  |  |       |  |  |                                   |  |  |                                |  |
|                                              |                                         | Maurizio d'Assia-Kassel                       | Guglielmo IV d'Assia-Kassel               |  |  |       |  |  |                                   |  |  |                                |  |
|                                              |                                         | Maurizio d'Assia-Kassel                       | Sabina di Württemberg                     |  |  |       |  |  |                                   |  |  |                                |  |
| Maddalena d'Assia-Kassel                     |                                         | Maurizio d'Assia-Kassel                       |                                           |  |  |       |  |  |                                   |  |  |                                |  |
|                                              |                                         | Giuliana di Nassau-Dillenburg                 | Giovanni VII di Nassau-Dillenburg         |  |  |       |  |  |                                   |  |  |                                |  |
|                                              |                                         | Giuliana di Nassau-Dillenburg                 | Giovanni VII di Nassau-Dillenburg         |  |  |       |  |  |                                   |  |  |                                |  |
|                                              |                                         | Giuliana di Nassau-Dillenburg                 | Maddalena di Waldeck                      |  |  |       |  |  |                                   |  |  |                                |  |
|                                              |                                         | Giuliana di Nassau-Dillenburg                 |                                           |  |  |       |  |  |                                   |  |  |                                |  |